# 착한형수의사정
《착한형수의사정》은 2019년에 개봉한 대한민국의 영화이다.

## 출연진
- 진주 - 진경 역
- 민준 - 상진 역
- 상우 - 호민 역
- 애라 - 지민 역